# Torralbasia cuneifolia
Torralbasia cuneifolia là một loài thực vật có hoa trong họ Dây gối. Loài này được (C. Wright ex Griseb.) Krug & Urb. in Segui miêu tả khoa học đầu tiên năm 1900.